# Rukinzo FC
El Rukinzo FC es un equipo de fútbol de Burundi que juega en la Primera División de Burundi, la primera categoría de fútbol en el país.

## Historia
Fue fundado el 15 de marzo de 2015 en la capital Buyumbura como el equipo representante de la policía nacional, por lo que la mayoría de su planilla está compuesta por oficiales en servicio. En la temporada 2017/18 obtiene por primera vez el ascenso a la Primera División de Burundi luego de ganar su grupo en la segunda categoría.
En su primera temporada en primera división terminó en sexto lugar y llegó a la final de la Copa de Burundi por primera vez, la cual perdió contra el Aigle Noir Makamba FC, equipo que al final obtuvo liga y copa en esa temporada.
Al ser finalista de la Copa de Burundi obtuvo la clasificación a la Copa Confederación de la CAF 2019-20, su primer torneo internacional, en donde fue eliminado en la ronda preliminar por el Triangle United FC de Zimbabue.

## Palmarés
- Copa de Burundi: 1

2023/24
- Segunda División de Burundi: 1

2017/18

## Participación en competiciones de la CAF
| Temporada | Torneo                       | Ronda         | Club               | Casa | Visita | Global |
| --------- | ---------------------------- | ------------- | ------------------ | ---- | ------ | ------ |
| 2019/20   | Copa Confederación de la CAF | Preliminar    | Triangle United FC | 0-0  | 0-5    | 0-5    |
| 2024/25   | Copa Confederación de la CAF | Primera ronda | Horseed FC         | 2-0  | 0-0    | 2-0    |
| 2024/25   | Copa Confederación de la CAF | Segunda ronda | CS Sfaxien         | 0-1  | 0-1    | 0-2    |